# 安宅産業破綻
安宅産業破綻（あたかさんぎょうはたん）とは、1975年に発覚したカナダにおける石油精製プロジェクトの失敗に端を発する、当時日本の十大総合商社の一角を占めていた安宅産業の事実上の経営破綻と、それに伴う安宅産業の破綻処理である。
最終的には、1977年に安宅産業が伊藤忠商事に吸収合併されることで解決を見た。第一次オイルショックによる景気後退の只中に経営危機が発覚したため、恐慌を防ぐために政府や日本銀行までが事態収拾に乗り出した。そのため、安宅の破綻処理は「“日本株式会社”の総力戦」「安宅産業の生体解剖」とも呼ばれた。

## NRCの敗北

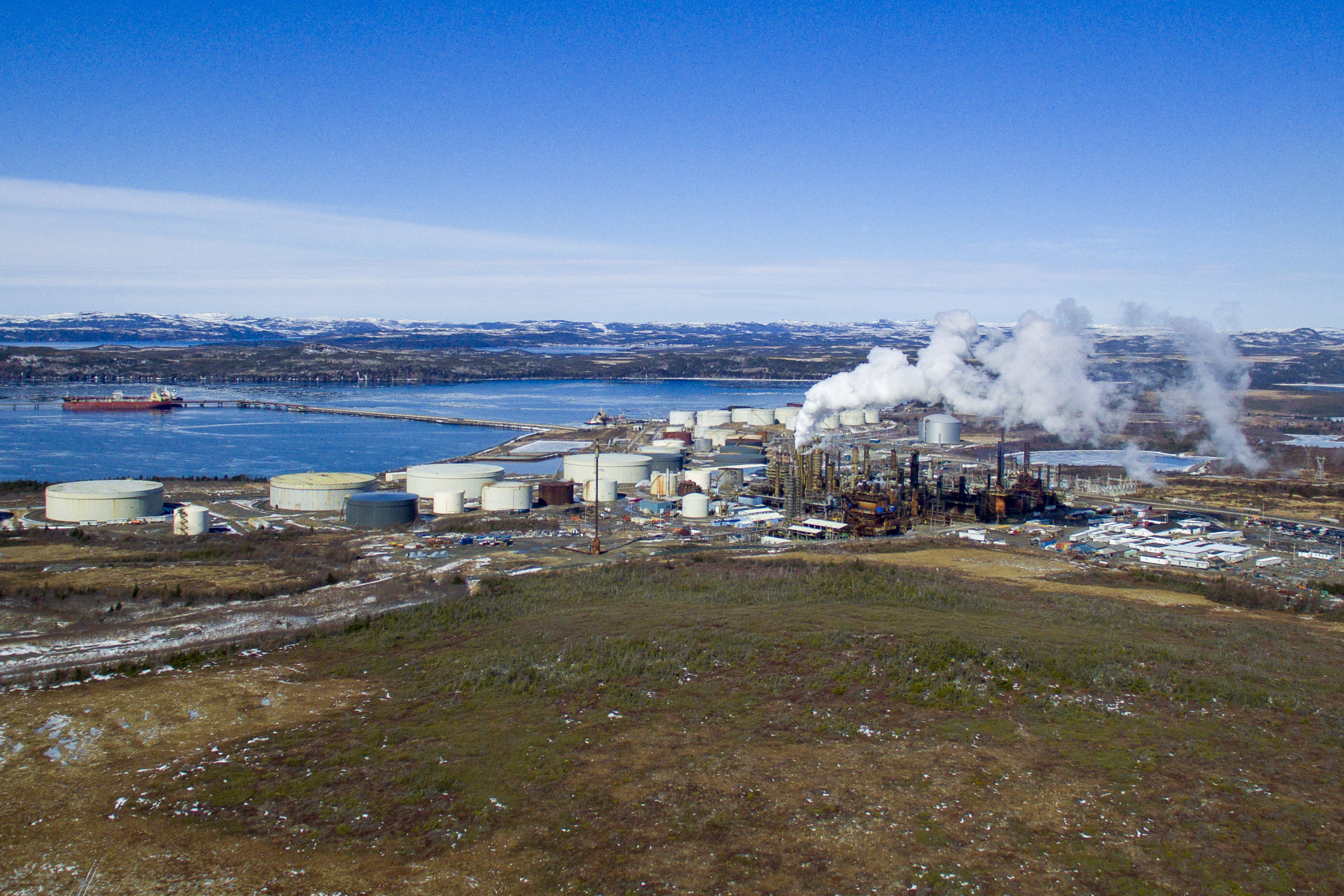
ニューファンドランド島に建設された製油所。NRCの破綻後、別の事業者に引き継がれたあとの2019年に撮影。

### 安宅アメリカの石油事業進出
1967年11月のある日、安宅アメリカ社長高木重雄は、レバノン系米国人実業家ジョン・M・シャヒーンが、カナダのニューファンドランド島に石油精製工場を建設し、米国東海岸の石油市場に参入するという報道を知った。その頃安宅社内では、高木の私生活を巡る風評から更迭がささやかれていた。このプロジェクトに一枚噛むことで、石油部門の業績を飛躍的に伸ばし、苦境を打開することができるかも知れない。高木は早速人脈を辿ってシャヒーンに接近していった。シャヒーンはリチャード・ニクソンら共和党の有力政治家と親交があり、「政商」「寝業師」と噂される人物であった。
高木はハワイ出身の日系二世である。戦後、英語力を駆使してGHQとの折衝の末、財閥解体の指定を免れることに成功し、頭角を表した。「二世」「英語屋」のコンプレックスを払拭するためか、（高度成長期のビジネスマンには共通する特徴ではあるが）とかく大きな仕事を狙う傾向にあったようである。また、石油売買のビジネスは、たとえ利鞘が薄かったとしても、大規模な売上を計上し易いため、10大総合商社の最下位（当時は現在とは異なり、日本の多くの企業同様、総合商社は売上高で競争していた）からの浮上を可能ならしめるのではないかとの考えも安宅社内にあった。
安宅産業常務会は1973年6月18日、安宅アメリカがニューファンドランド・リファイニング・カンパニー（略称NRC）の総代理店になることを承認し、L/C（信用状）を開設して原油代金の面倒を見るとともに、NRCに対して6,000万ドルの与信限度を設けることを決定した。この石油取引の概要は、英国のブリティッシュ・ペトロリアム（BP）から原油を安宅アメリカがNRCの輸入代理店として購入し、NRCには輸入資金を融資しながら、NRCに原油を供給し代金を回収するという仕組みである。決定に至るまでは、推進派の市川政夫社長と、創業家出身の安宅昭弥、財務担当柴田芳雄両専務ら慎重派との対立はあったが、ともあれプロジェクトは動き出した。1973年10月10日開所祝賀会が現地で行われ、ニューヨークから豪華客船クイーン・エリザベス2号で繰り出した出席者、関係者は、NRCの前途洋々たる発展を夢見ていた。
開所式の4日前に勃発した第四次中東戦争が、楽観的なムードに冷や水を浴びせかけた。原油価格の高騰、販路の縮小（アラブ産油国の反対により、有力なユダヤ系石油販売会社との取引を断念せざるを得なくなった）、精製プラントの不調による生産効率の悪化、転貸による利鞘稼ぎを目的としたタンカーの長期にわたる高額傭船契約と、マイナス要因が重なっていった。NRCの資金繰りは徐々に悪化していった。

### 暗転
1974年1月のある日、高木の後任として安宅アメリカ社長に就任していた田中康夫は、「補助契約書」とのタイトルがついた書類を、驚きの目で眺めていた。どうやら高木の独断でNRCと密かに取り交わしていたらしいこの契約では、
1. 安宅アメリカはNRCに4,000万ドルを貸し付ける
2. 担保は取らない
3. 返済期は1985年6月30日とする

という内容だった。田中は本契約書も確認したところ、NRCは担保として300万ドルを差し入れているだけで、他に担保設定が義務付けられておらず、不可抗力の場合には安宅への代金の支払いを免除されると解釈できる表現があった。
田中は直ちに本社に報告し、危険性を訴えたが、走り出したプロジェクトは止められなかった。1974年4月17日、安宅常務会はNRCへの与信限度を一挙に2億4000万ドルに引き上げた。原油価格が石油ショックにより4倍に高騰したという理由からである。後に市川社長は「社員の皆さんへの手紙」の中で、この決定は根本的に誤りだったと認めた。
NRCの状況は悪化こそすれ、一向に改善されなかった。やがて、安宅から受けた融資を、そのまま安宅アメリカへの支払いに充てていたことが判明した。これではいずれ底をつくのは時間の問題である。1975年9月17日、田中は常務会で直接首脳陣に窮状を訴えた。それまでに安宅は3億ドル（当時のレートで約1,000億円）を投入していた。この頃には取引銀行にも危機的状況が伝わっていた。安宅はNRCに対する債権保全のため、第三抵当権の取得に望みをかけていたが、国際交渉で第一抵当権者の英国輸出信用保証局、第二抵当権者のニューファンドランド州政府にゼロ回答を示され失敗した。NRCは最終的に、1976年3月12日にニューファンドランド州最高裁によって破産宣告されることになる。

### 政府・銀行による介入
1975年9月26日、安宅産業東京財務部長・徳田外久二が、住友銀行（以下、住銀）東京営業本部を訪れ、本部長で常務取締役の樋口廣太郎に、安宅アメリカがNRCの石油代金が回収出来ず、異常な金融操作をして代金焦げ付きを隠し、早晩行き詰ると考え、事実を伝えた。住銀は、その直後より副頭取の簡野孝をトップとし、調査第2部長・百瀬雄次らと対策チームを組織して安宅の経営実態調査を開始。11月上旬には極秘裏に渡米し、安宅アメリカの経営状態を調べた。調査の結果、NRC問題によって安宅産業本体はもはや単独での経営は困難との事実が浮かび上がった。
1975年11月14日、安宅の２つのメインバンクである住銀の伊部恭之助、協和銀行（以下、協和）の色部義明両頭取は日本銀行総裁の森永貞一郎と会談し、「安宅アメリカによる安宅産業破綻は食い止めなければならない」との認識で一致した。日銀の指導により、東京銀行、三井銀行、三菱銀行を加えた主力5行で、安宅アメリカへの支援体勢を整えることとなり、当面の国際的信用の低下を防いだ。12月7日、「毎日新聞」朝刊は安宅のNRCへの融資焦げ付きをスクープ、経営危機が広く世間に知られることとなった。
その頃の安宅は資金ショートが続発し、倒産寸前の状態であった。住銀・協和の両行は緊急融資を断続的に続けつつ、何としても安宅を救済するという意向を固めていた。12月25日、住銀磯田一郎副頭取は、伊藤忠商事（以下、伊藤忠）副社長の溝口義雄に最初の合併の打診を行った。続く12月29日、安宅社長の市川より「今後の措置を銀行に全面委任する」旨の言質を取ると、12月31日に住銀頭取の伊部は伊藤忠社長の戸崎誠喜に「損は一切掛けない」と確約した上で、安宅との業務提携の検討を求めた。そして翌1976年1月11日、戸崎は「両行の要請黙し難くお引き受けすることにします」と正式に回答した。

## 破綻の要因

### 多角化への焦り
安宅産業は、元来官営八幡製鐵所の指定商として発展した鉄鋼系商社であり、堅実経営で知られていたが、売上高の規模では常に10大商社の最下位グループであった。大手に離されまいとする焦りが、NRCのような不慣れな石油ビジネスにのめり込む一因となっていた。また、多角化を目指すために、1970年代に既に不況に入っていた繊維部門の取引を拡大し、かえって債権の焦げ付きを増やすなどにより、自らの首を絞めることになる。

### 偽装売り上げ
当時の安宅には、書類上の三国間貿易案件が数多く存在した。これは形式上だけ貿易に関わったことにして手数料収入を得るというものだが、数字上の売上だけは稼げるため、逆に手数料を支払って取引に介入したケースもあった。このような事実上の架空取引によって、予算目標との辻褄合わせをしていた。末期には安宅の各部門で、粉飾決算が当たり前のように横行していたという。

### 安宅ファミリー
当時、安宅社内では「相談役社賓」の肩書きを有していた、創業者安宅弥吉の長男・安宅英一元会長がいわゆる「安宅ファミリー」の勢力をバックに人事権を掌握し、事実上の最高権力者として君臨していた。安宅家から奨学金を受けていた者、コネクションがあって入社した者、何らかの理由で引き立てられた者などから「ファミリー」は形成され、社員の言動をチェックしては英一に報告するなど、スパイのような存在であった。「ファミリー」の頂点とも言える人物が前出の財務担当役員である柴田芳雄専務で、管理財務本部と人事総務本部の本部長を兼任して社内の実権を一手に集め、「天皇」の異名を奉られていた。
この「ファミリー」という隠然たる勢力をバックに、英一は自身にさしたるビジョンがあったわけでもないのにも関わらず人事権を振りかざし、社内を萎縮させた。かつて英一の支持の下、戦後の安宅発展に尽力した猪崎久太郎社長は、極秘裏に住友商事との合併交渉を行ったため会長に祭り上げられて事実上失脚し、後任の越田左多男社長も、人事権への介入を止めるよう英一に直言したため更迭された。
安宅一族は公私混同も激しく、のちに「安宅コレクション」として大阪市立東洋陶磁美術館に、所蔵展示されている中国・朝鮮（高麗）陶磁器の膨大なコレクションは、英一が安宅産業で美術品部を作って購入したものである。また、英一の息子・昭弥（専務）も子会社の「安宅興産」を通し、40数台にも上るクラシックカーを購入していった。

### 原油取引構造
安宅アメリカは中東からの原油を変動価格で買い、カナダにある製油所で精製し、アメリカで固定価格で販売することを主力事業としていた。しかし第一次オイルショックによって原油価格が上昇したため、赤字が積み上がることになった。この巨額の赤字が解体の引き金となった。

## 破綻・分割処理

### 利害関係
合併の話が持ち込まれた伊藤忠自身も、戸崎社長の指揮の下、ペプシコーラ事業からの撤退など、総額350億円の不採算事業の整理を断行し、長期不況に立ち向かう足固めを始めたところであり、決して余裕があったわけではなかった。しかし、住友銀行には過去に、戦前の昭和金融恐慌期、戦後は朝鮮戦争後の反動不況期における経営危機を支援により助けてもらった恩義があり、多少困難な要請でも撥ねつける訳にはいかなかった。また、安宅は鉄鋼をはじめ、工作機械等にも優良商権を有しており、繊維中心の伊藤忠にとっては体質強化のチャンスであった。とはいえ、会社が傾くようなリスクを背負い込むわけにはいかなかった。
一方、住友銀行・協和銀行の側においては、早く何らかの明確な方向性を示さなければ、他の金融機関に対して協調追加融資の要請はおろか、融資引揚げを阻止することすら出来ないという危機感があった。だから何がなんでも合併の言質を取り付ける必要があった。1976年1月12日に、安宅と伊藤忠の業務提携を発表したが、合併についての住銀・協和両行と伊藤忠の見解の相違から発表文の文言について議論となり、結局「将来両社の合併に発展することも予想されます」という微妙な表現となった。合理主義者として知られる戸崎は、状況の変動によっては合併の撤回という選択肢も有り得るとみていた。しかしながら、徐々に外堀・内堀が埋まっていくこととなる。
業務提携発表後、住銀・協和は早速顧問団を安宅に派遣。伊藤忠も3月に、化学メーカータキロン社長に転出していた松井弥之助を最高顧問として、4月に11名の中堅社員をそれぞれ派遣し、内情調査に着手した。

### 安宅労組結成
安宅には労働組合はなく、代わりに「社員会」という独特の従業員組織があった。社員会は運営予算を会社持ちとし、待遇改善については「要求」でなく「要請」ベースで行うという、社内の親睦団体のようなものであった。
1976年1月14日、伊藤忠の越後正一会長は「安宅の自主的な人員整理がなければ、合併後の新会社は採算に乗らない」と発言、これが安宅社員の間に衝撃的ともいえる波紋を呼び、一気に労組結成の機運が高まった。1月19日、社員会の元幹部を委員長に安宅労組が発足し、合併反対闘争や人員整理反対闘争を展開した。しかしながら、既に労組が一矢を報いるような状況を超えて事態は粛々と進んでいた。また労組内部でも、部門によって温度差が異なり、3月18日に時限ストを決行するも、伊藤忠への継承が期待されている鉄鋼を扱っていた八幡支社などで300人ほどがピケットラインを破って就労するなど、一枚岩の体勢はついに取れなかった。労組が主張していた自主再建論についても、新経営陣から「白昼夢」と一蹴される始末であった。組合員たちは徐々に、それぞれの人生を選択していくこととなる。

### 住友銀行と伊藤忠の攻防
1976年6月1日、住友銀行出身の小松康が安宅産業社長に、伊藤忠出身の松井最高顧問が会長に就任するという人事を発表した。これは世上「逆転人事」などと称され、伊藤忠が一歩後退したと受け止める向きが多かった。伊藤忠は松井を中心とするスタッフの調査によって、安宅の累積損は総額で4,000億円は下らないことが判明し、合併に及び腰になっていた。慌てた住銀は伊藤忠を説得し、状来通り伊藤忠にコミットメントを継続してもらう代わりに、関係会社の整理や希望退職者の募集といった「荒療治」は住銀主導で行うこととなった。そのための首脳陣シフトであった。
これ以後、不採算部門の整理、関連会社の整理・売却が急ピッチで進められた。また8月31日には、ついに約900名の第一次希望退職者の募集が始まった。合併実現のために、速やかに下拵えをしなければならなかった。
10月12日、銀行側から伊藤忠に合併提案が手渡された。継承商権総額は5663億円、関係会社135社というものだった。これを受け、伊藤忠は各営業本部から200名以上のスタッフを動員し、銀行側の資料の精査を行った。11月17日、伊藤忠は継承可能な商権総額は2720億円、関連会社は40社とする回答を行うと、住銀は樋口廣太郎常務を伊藤忠に派遣して調査担当者からヒアリングを行い、12月7日の修正提案を提出したが、関連会社数については譲歩するが、継承商権総額については当初の見解を変えないというものだった。
住銀からすれば、伊藤忠の見解は都合の良い部分だけを抜き出そうとする「つまみ食い」を正当化するものではないかと、疑心暗鬼になっていた。一方の伊藤忠サイドでも、銀行から無条件で多額の損失補填を受ける訳にはいかなかった。事と次第によっては、約束通り補填を求めても、難癖をつけられて反古にされかねない。事ここへ至って膠着状態となり、打開策は容易に見出せそうになかった。伊藤忠の役員会では合併反対の声が圧倒的であった。伊藤忠は合併の対案として、営業権の譲渡を打診したが、住銀は「上場企業が採算部門だけを他社に譲渡するなど前例がない」と撥ねつけた。
焦燥感を強めながら経緯を見守っていた政府・日銀はこの頃から調停工作を展開し、伊藤忠のもう一つのメインバンクである第一勧業銀行を通して、合併を進めるよう求めていた。社長の戸崎は決断を迫られていた。既に事実上身動きは取れなくなっているが、一歩対応を間違えば、伊藤忠の浮沈に関わる状態だった。

### 伊藤忠との合併
1976年12月21日、伊藤忠の瀬島龍三副社長は、住銀・磯田一郎、協和・日置高雄の両副頭取に対し、
1. 安宅の商権から2700 - 2800億円分を抜き出し伊藤忠と合併させる
2. 2700 - 2800億円分にプラスアルファして、その分は銀行側が損失補償の万全の措置を講ずる

この両案のいずれかを認めることを条件に、合併に向けて事態収拾に努める用意がある、との最終提案を提示した。翌12月22日、磯田は瀬島に対し、「プラスアルファ分について、銀行が保証するという原則を了承する」と回答した。その後磯田・瀬島を中心に、詳細な紳士協定書が作成され、ついに12月29日、伊藤忠（戸崎）、安宅（小松）、住銀（伊部）、協和（色部）の代表者が合併の覚書に調印し、翌年の1977年10月1日をもって、伊藤忠に吸収合併されることが正式に決定した。

### 不良債権処理
1977年（昭和52年）1月19日より、住友、協和と準主力行の三菱、東京、住友信託、三井の4行による協議が始まったが、銀行間の交渉は各社の思惑もあって難航したが、最終的には政府・日銀の指導もあって1977年（昭和52年）4月中旬までに、主力、準主力とさらに取引額が少ない10行で、おおよそ次の通りに銀行負担の割合が決められた。
- 約2300億円分については、以下の分担で銀行団16行で1977年（昭和52年）9月末に一斉償却
  1. 住友、協和2行が81%弱（約1800億円強）
  2. 東京、三井、三菱に住友信託銀行を加えた準主力4行が17%強（約400億円強）
  3. その他の上位取引銀行10行（日本興業銀行など）が2%弱（約40億円）を負担。
- 伊藤忠商事の引き受けない残余財産の総額1900億円相当の不動産、美術品、長期滞留債権、関係会社の株式などいわゆる灰色資産については、受け皿会社「エーシー産業」を1977年（昭和52年）4月に設立、移管し、主力2行が85%、準主力4行が15%の比率で金利を棚上げし、1984年（昭和59年）9月までに住友・協和両行の責任で追加負担1064億円以内で時間を掛けて償却する。

## 破綻後
1977年5月より、約800人の削減を目標とする第二次希望退職募集が行われた。さながら伊藤忠への椅子取りゲームの様相を呈し、社員間の絆を切り裂いていった。「お前が辞めろ」と罵り合う若手社員の姿もあった。強引な肩叩きがあちこちで行われる一方、若手が伊藤忠に行けるように、役職者から身を引こうと呼びかけた事業本部長もいた。ある日突然、極限状況に投げ込まれたエリート商社マンたちの人間模様は、一企業の経営破綻を超えて多くの人々の関心を呼び、松本清張著『空の城』（後にNHKでドラマ化『ザ・商社』）、TBSドラマ「岸辺のアルバム」の題材ともなった。
安宅の繊維貿易本部は、元住銀常務の河村良彦が率いていた繊維商社伊藤萬（現・日鉄物産）に吸収された。その他にも、建材、木材、不動産販売、農水産など、独自の商権を確保していた部門や部課単位で分離独立した部署もある。さらに、三井物産、三菱商事、丸紅など大手商社に個別に引き抜かれていった者、プラント取引の知識を買われ大手製鉄会社へ移った者、米国の航空機メーカーの日本代理店を立ち上げた者、DIYや九谷焼の店を開くなど、未知の分野に活路を見出そうとした者と、社員たちの去就は様々であった。
また、当時総合商社中位であった伊藤忠商事は安宅吸収により新日鉄八幡に対する鉄鋼取引部門・その他機械関連部門を確保することとなり、いわゆる「糸ヘン商社」（繊維商社）から脱却して名実共に総合商社となるきっかけとなった。そのため安宅から多くの社員が移籍したことに伴い伊藤忠商事は1977年・1978年の2年間、総合職の新卒採用を取り止めている（但し一般職社員は採用している）。
元東レ経営研究所社長の森本忠夫は、「住友のやったようなことを日本の銀行は恐らく二度とやれないだろう」と、住銀の対応を絶賛している。しかし住銀は安宅に役員まで送り込んでいたにも関わらず、実態を正確に把握していなかったことは事実であり、不作為若しくは無作為としての批判は免れ得ない。1977年6月、かつて安宅と住友商事との合併を画策して失敗した“住銀中興の祖”堀田庄三は、悔恨の念を残しながら会長を退任した。また、安宅のダメージを挽回するために都市銀行随一の高収益体質を確立し、「向こう傷を恐れるな」と収益至上主義を掲げてバブル時代を疾走した"住友銀行の天皇"磯田一郎もまた、1990年に蛇の目ミシン工業恐喝事件で注目されていた仕手集団の「光進」などへの不正融資発覚により、会長の座を追われた。

## 安宅社員の去就
1976年1月末現在の在籍社員数は、約3610人であった。
- 希望退職応募者 … 1810人
- その他自然退職者 … 450人
- 新設の安宅関係独立会社へ … 250人
なお、安宅系の後裔会社として有数の存在であった安宅建材は、2006年4月1日、住友林業に吸収合併された。
- 伊藤萬へ … 100人
- 伊藤忠商事へ … 1000人強

## 関連文献
- 日本経済新聞特別取材班編『崩壊 ドキュメント・安宅産業』（日本経済新聞社、1977年）
- 落合信彦『誰も書かなかった安宅処分』（サンケイ出版、1978年）
- 読売新聞大阪本社特別取材班『安宅壊滅―内部からの証言』（講談社、1978年）
- NHK取材班『ある総合商社の挫折』（新版・現代教養文庫、1993年） ISBN 4-390-11460-3
- 上之郷利昭『企業崩壊　そのとき社員と家族たちは』（現代教養文庫、1995年） ISBN 4-390-11523-5
  - 元版『廃墟からの旅立ち　安宅マン三千六百人その後』（文藝春秋、1980年）
- 松本清張『空の城』（新版・文春文庫、2009年） ISBN 4-16-769726-2 - 元版・文藝春秋、1981年
  - この松本清張の原作をもとにNHKドラマ『ザ・商社』が和田勉によって1980年に製作・放送された。
- 西川善文『ザ・ラストバンカー 西川善文回顧録』（講談社、2011年） ISBN 978-4-06-216792-5 「第二章 宿命の安宅産業」